# Euctenospila castalis
Euctenospila castalis là một loài bướm đêm trong họ Crambidae.